# Аборти в Боснії і Герцеговині

Правовий статус абортів у світі:
Легальний
Легальний при зґвалтуванні та за медико-соціальними показниками
Легальний у випадках (або заборонений, окрім випадків) зґвалтування, медико-соціальних протипоказань
Заборонений, окрім випадків зґвалтування та медико-соціальних протипоказань
Заборонений, окрім випадків загрозі життю жінки та при наявності психічних і патологічних протипоказань
Заборонений без виключень
Відмінності за регіонами
Відсутні дані

Аборти в Боснії і Герцеговині є законними за вимогою вагітної впродовж перших 10 тижнів вагітності. Аборт має бути схвалений комітетом, якщо строк становить від 10 до 20 тижнів, у тих випадках, коли життя або здоров'я жінки перебуває під загрозою, плід сильно пошкоджений, вагітність є результатом зґвалтування, а також через психологічні причини. У всіх випадках жінка спочатку мусить пройти консультацію. Після 20 тижнів аборт дозволений тільки якщо є загроза життю або здоров'ю жінки. Лише особа, яка виконала незаконний аборт, підлягає кримінальному покаранню, і в жодному разі не жінка, яка пройшла через цю процедуру.
Правовий статус аборту регулюється законом 2008 року; раніше його регулював закон від 7 жовтня 1977 року, часу коли Боснія і Герцеговина була частиною Югославії.
Станом на  2001 рік кількість абортів становила 1,4 на 1000 жінок віком 15-44 років, одна з найнижчих в Європі. Уряд висловлює стурбованість вищим рівнем абортів серед підлітків.

## Громадська думка
Під час опитування Pew Research, проведеного 2017 року, респонденти в Боснії і Герцеговині рівномірно поділились на тих, хто вважає, що аборт має бути законним для більшості випадків (47 %), і прихильників їх заборони для більшості випадків (47 %). Однак існує значний розрив між різними етнічними і релігійними групами. Наприклад, католики в переважній більшості виступають проти законності абортів (71 %).